# نیوون‌هورن
نیوون‌هورن (به هلندی: Nieuwenhoorn) یک روستا در هلند است که در هله‌فوت‌اسلایس واقع شده‌است. نیوون‌هورن ۱٬۱۸۰ نفر جمعیت دارد.